# Остров (Ганцевицький район)
Остров (рос. Остров біл. Востраў) — агромістечко в Білорусі, у Ганцевицькому районі Берестейської області. Входить до складу Нацької сільської ради. Розташоване за 20 км на північний схід від міста та залізничної станції Ганцевичі, на правому березі річки Нача.

## Історія
У 1880 році біля села існував фільварок Ляховщизна.
Згідно з Ризьким мирним договором (1921) село увійшло до складу міжвоєнної Польщі, і входило до Лунинецькому повіту Поліського воєводства. З 1939 року у складі БССР.
У 2007 році село отримало статус агромістечка. Однак в Острові нема дитячого садка і школи, в жахливому стані дороги, є порожні, будинки, що розвалюються, побудовані за бюджетні кошти. Це не кажучи про брак робочих місць. Упорядкованість агромістечка не відповідає запланованій.
31 травня 2016 року закрита середня школа імені Михайла Рутковського, де знаходився літературний музей.

## Населення
- 455 жителів (14.10.2009 р.).
- 264 жителі (2020)[5]

## Пам'ятки
Меморіальна дошка Михайлу Рудковському.
Пам'ятник на могилі Михайла Рудковського.

## Народилися
Білоруський поет і перекладач Рудковський Михайло Михайлович.